# Escola Britânica de Documentários
Escola Britânica de Documentários (originalmente Documentary Film Movement) foi um movimento do cinema britânico das décadas de 1930 e 1940 liderado por John Grierson e abordava o gênero do documentário de forma pioneira.
Foi nos anos 1930 que a identidade do documentário se afirmou com o Movimento Documentarista Britânico. Com este movimento, surge o reconhecimento do filme documentário como um género autónomo. O documentário assume um importante papel social. John considerava que o documentário era um filme de categoria superior, pois usa formas criativas para trabalhar o material recolhido in loco. [carece de fontes?]